# Festival de BD à Sierre
Pour les articles homonymes, voir Festival de la bande dessinée.
Vous pouvez aider à l'améliorer ou bien discuter des problèmes sur sa page de discussion.
- Il est à actualiser. Certains passages sont obsolètes ou annoncent des événements désormais passés. (Marqué depuis janvier 2017)

Le Festival de BD à Sierre est un festival de bande dessinée qui s’est tenu dans la ville de Sierre, en Suisse, de 1984 jusqu’en 2004.

## Histoire
Le Festival International de la bande dessinée de Sierre est créé en 1984 par la jeune chambre économique de Sierre. La dernière édition s'est déroulée en 2004. Dans les dernières années, le festival de Sierre attirait plus de 40 000 visiteurs. Il avait lieu chaque année en juin, dans la commune de Sierre en Valais (Suisse).
Le festival était l'occasion de décerner des prix dans plusieurs catégories. En 2002, les prix décernés par le festival de Sierre sont : le Grand Prix BD de Sierre, le prix de la découverte, le prix de l'humour, le prix coup de cœur et le prix jeunesse.
Le festival avait, dans les dernières années, des difficultés financières et la commune ne voulait plus se porter garante des déficits du festival. Le Festival a pris fin en décembre 2004 à la suite de la décision de la commune de ne plus apporter son soutien financier à la manifestation. La manifestation est jugée trop grande et trop chère : les dernières années, le budget se montait à 1,4 million de francs).
Selon Le Temps, une nouvelle équipe dirigée par Philippe Neyroud constate un essoufflement de la formule et expérimente d'autres animations, comme l'ouverture aux labels indépendants. L'équipe du festival commence à assainir ses finances en 2000 malgré la défection de Diffulivre (diffuseur romand), « découragé par la stagnation des recettes et l'inflation des frais ». En 2002, le même journal précise que le programme de redressement « s'avère plus ardu que prévu » avec les désistements de certains auteurs et éditeurs ; en outre, le festival de Sierre se trouve en concurrence avec un autre : Paris-BD. En 2002, la fréquentation s'élève à 43 000 visiteurs et Philippe Neyroud quitte l'équipe ; plusieurs éditeurs, comme les Humanoïdes Associés (absent), Delcourt, Dupuis et Casterman se manifestent des réticences. Le Salon de Paris, bien qu'il se tienne à la même date, ne concurrence guère celui de Sierre d'après Le Temps. L'édition 2002 a comptabilisé environ 44 000 entrées et le chiffre d'affaires « permettra de limiter le déficit budgétisé à 40 000 francs ».
À la fin de l'année 2003, les finances du festival se trouvent en situation critique avec un déficit de 230 000 francs ; la commune de Sierre lui accorde un versement ponctuel de 400 000 francs « pour sauver la manifestation », qui s'additionnent aux subsides annuels (310 000 francs). La commune retire en décembre 2004 les subventions. Le festival, dont les dettes s'élevaient 420 000 euros, est déclaré en faillite en 2005. Dans la foulée de cette dissolution, le festival de bande dessinée de Lausanne, BD-FIL, connaît sa première édition en 2005 et dirigé par Pierre-Alain Hug, ex-directeur du Festival de Sierre.
L'association FIBD a fait place, après plus de 20 ans, à une nouvelle association nommée « Sierre secoue la bande dessinée ».[réf. souhaitée]

## Sismics festival
En 2005, une nouvelle association « Sierre secoue la bande dessinée » organise un nouveau festival. Le concept est un peu différent de celui de l'ancienne BD. Le nouveau festival s'oriente davantage sur la bande dessinée alternative. Le lieu du festival change également chaque année afin de faire découvrir Sierre et ses environs.
En 2005 il a eu lieu au Petit Bois (derrière la gare). La BD-BOIS était une manifestation artistique pluri-disciplinaire autour de l'auteur genevois Tom Tirabosco. En 2006, la jeune association, avec le soutien des autorités et de la population, propose un festival qui associe des acteurs culturels du canton du Valais. Le festival, qui accueille plus de 10 000 personnes en trois jours[réf. nécessaire], porte le nom de « BD'Pavés » (dans la rue de Bourg).
La Tribune de Genève annonce en octobre 2013 que le Sismics Festival de Sierre, démarré en 2005, prend fin « à cause d'un manque de subventions ».